# سعید احمد
سعید احمد (انگلیسی: Saeed Ahmed؛ زادهٔ ۱ فوریهٔ ۱۹۹۰) بازیکن فوتبال اهل پاکستان است.
وی همچنین در تیم‌های ملی فوتبال زیر ۲۳ سال پاکستان و پاکستان بازی کرده است.